# Гончаров, Пётр Алексеевич
Пётр Алексе́евич Гончаро́в (15 января 1903, Ерзовка, Саратовская губерния — 31 января 1944, Водяное, Днепропетровская область) — советский снайпер, участник Великой Отечественной войны, Герой Советского Союза (1944), гвардии старший сержант РККА. Один из самых результативных советских снайперов Второй мировой войны.
С 1928 года работал в Сталинграде на строительстве Сталинградского тракторного завода, затем на металлургическом заводе «Красный Октябрь». Стремительное наступление немецких войск на Сталинград в 1942 году застало его на работе, откуда он был направлен в рабочий отряд Сталинградского народного ополчения, принимал участие в боях на северной окраине посёлка Тракторного завода.
3 октября 1942 года вступил в 44-й гвардейский стрелковый полк 15-й гвардейской стрелковой дивизии сначала пекарем, затем служил в обозе. С ноября 1942 года стал снайпером, имея на своём боевом счету к концу Сталинградской битвы 64 солдата и офицера противника. В дальнейшем стал инициатором массовой подготовки снайперов во всех частях дивизии, воспитал многих советских снайперов. Погиб 30 января 1944 года при прорыве обороны противника в районе села Водяное. Его личный счёт составил более 380 убитых солдат и офицеров противника.

## Биография
Пётр Гончаров родился 15 января 1903 года в селе Ерзовка (Ерзовская волость Саратовской губернии, ныне — Городищенский район Волгоградской области) в крестьянской семье. В восемь лет Пётр стал сиротой, но он смог учиться в школе и работать пастухом. В Ерзовке Пётр Алексеевич встретил свою жену — Наталью Андреевну, которая происходила из многодетной семьи, зарабатывающей на хлеб валянием валенок. В 1928 году молодожёны уехали в Сталинград, где разворачивалось строительство Сталинградского тракторного завода. В Сталинграде Пётр Алексеевич три года работал возчиком на строительстве СТЗ, а затем смог устроиться на металлургический завод «Красный Октябрь», где работал до начала войны обрубщиком. Семья Гончаровых быстро росла: Наталья Андреевна родила 4 сыновей (Фёдора в 1928, Виктора в 1930, Владимира в 1932 и Михаила в 1934 году). Пётр Алексеевич построил небольшой собственный дом на улице Жуковского в рабочем посёлке завода «Красный Октябрь». Во время Сталинградской битвы были разрушены и дом, и улица.

### На фронте Великой Отечественной войны
Владимир Петрович Гончаров (сын героя) вспоминал, что «однажды, уйдя на работу, отец не вернулся и никто не знал, где он». Пётр Гончаров оказался среди бойцов рабочего отряда завода «Красный Октябрь» Сталинградского народного ополчения, который принимал участие в боях на северной окраине посёлка Тракторного завода. Домой П. А. Гончаров вернулся, уже будучи бойцом РККА.
Пётр Алексеевич попал в 44-й гвардейский полк 15-й гвардейской стрелковой дивизии 3 октября 1942 года. Немолодой солдат без специальных навыков и боевого опыта сначала попал в пекари, потом оказался в обозе, где доставлял в полк на передовую боеприпасы, продукты, а обратно вывозил раненых. В одном из боёв в районе хутора Старый Рогачик произошёл случай, изменивший судьбу Петра Алексеевича. Во время немецкой атаки Пётр Гончаров оказался рядом с тяжелораненым в живот бронебойщиком. На руках Петра Гончарова молодой бронебойщик умер. Пётр Алексеевич взял противотанковое ружьё и тремя точными выстрелами поразил вражескую машину. Этот случай не остался незамеченным. Командир роты участник войны с Финляндией старший лейтенант Дёмин обратил внимание на меткого бойца из обоза и с удивлением узнал, что Гончаров не служил ни в царской, ни в Красной армии. Наставником Петра Алексеевича стал командир взвода Скологубов. До 25 ноября 1942 года будущий прославленный снайпер уничтожил 11 солдат и офицеров противника и из ПТР сжёг одну машину с боеприпасами. В это время боец Гончаров использовал простую (как сказано в документах — «русскую») винтовку-трёхлинейку, пристрелянную командиром роты. 25 ноября 1942 года Пётр Гончаров получил снайперскую винтовку.

### Бои 13 и 14 января 1943 года
Снайпер 1-го стрелкового батальона 44-го гвардейского стрелкового полка П. А. Гончаров отличился в боях 13 и 14 января 1943 года. 13 января в оборонительном бою у села Старый Рогачик Пётр Алексеевич уничтожил 17 снайперов противника. В наступательном бою 14 января в районе села Песчаный карьер Пётр Алексеевич уничтожил 47 солдат и офицеров. За эти два боя П. А. Гончаров был награждён медалью «За отвагу».
В дни контрнаступления севернее Воропоново у Петра Гончарова произошёл поединок с двумя дзотами противника. Вот как об этом рассказывал Пётр Алексеевич:

Выбился из сил, ползу, а дзотов проклятых не разгляжу. Молчат. Но стоит подняться ребятам — и сотнями смертей брызнут пули из немецких автоматов. А моя задача — не дать немцам сделать это. И вот кто-то из наших ребят не выдержал, рванулся вперед и тут я заметил дымок. Метров четыреста. Не больше. Я даже расстояние трассирующей пулей не выверил, а послал сразу три пули в амбразуру дзота, и сразу пулемет как обрезало — замолк. Вперед рванулись бойцы. А второй дзот ещё яростней бьёт. Прикинул на глаз — метров девятьсот будет. Перезарядил винтовку и всю обойму без передышки выпустил. Дзот замолчал. Лежу и не верю, что я ему глотку заткнул свинцом.— 
К моменту окончания Сталинградской битвы на личном счету Петра Алексеевича Гончарова было 64 солдата и офицера противника.

### После Сталинградской битвы
Сразу после окончания Сталинградской битвы Петру Алексеевичу был предоставлен отпуск, но, приехав в посёлок завода «Красный Октябрь», он не обнаружил ни семьи, ни дома, ни даже улицы, на которой стоял дом. Пётр Алексеевич попробовал разыскать семью в Ерзовке, но и там её не оказалось. В это время семья Гончаровых находилась в посёлке Рынок. По воспоминаниям младшего сына Михаила Петровича, во время Сталинградской битвы они прятались в какой-то норе. Позже для розыска семьи Пётр Гончаров обратился к председателю Ростовского облисполкома. Только летом 1943 года Пётр Алексеевич получил письмо от жены. Осенью начальник штаба полка отправил П. А. Гончарова с документами в Сталинград, где он смог увидеться со своей семьёй. Во время пребывания в Сталинграде Пётр Алексеевич, уже известный снайпер, выступал, рассказывая о делах на фронте, перед рабочими, в том числе и в своём родном коллективе обжимного цеха.
Снайпер П. А. Гончаров очень хотел встретиться со знаменитым снайпером Николаем Яковлевичем Ильиным. И вот однажды два снайпера встретились, и под впечатлением встречи П. А. Гончаров написал стихотворение «Дума снайпера».
Поплыла греметь над Отчизною,

Туча чёрная, туча грозная:

То бои идут не на жизнь, а насмерть,

То война гремит, война страшная.

Ты взойди, взойди солнце красное,

Обогрей меня, бойца-снайпера,

Новой силою надели меня,

Дай рукам моим больше твёрдости,

Дай глазам моим больше зоркости,

По полям родным, по лесам густым,

В серых сумерках, на заре иду...

Посижу, дождусь немца-гадину

И убью его меткой пулею.

Ой, зелёный «фриц», берегись меня,

Не уйти тебе от возмездия,

Не минуешь ты правосудия!
Гвардии ефрейтор П. А. Гончаров в районе села Гатище № 1 и 2 (Харьковская область, Украина) с 20 марта по 1 апреля 1943 года уничтожил 32 вражеских солдата и офицера, из них четыре снайпера и пять пулемётчиков. К этому времени Пётр Алексеевич обучил снайперскому делу 6 красноармейцев. За эти бои в районе города Волчанска Пётр Алексеевич был награждён орденом Красной Звезды и значком «Снайпер». К моменту оформления наградного листа на счету снайпера было 96 захватчиков.
Однажды командир спросил Петра Гончарова, где он так метко научился стрелять, в ответ снайпер произнёс: «Война научила, товарищ старший лейтенант! Огонь, тот что над Сталинградом три месяца горел».
Пётр Гончаров стал инициатором и душой массовой подготовки снайперов во всех частях дивизии под девизом «Каждый боец — отличный стрелок!». В этой работе Петру Алексеевичу помогали его ученики снайперы Михаил Сохин, Сизыков, Дмитрий Стребков, Фёдор Шерстюк. Обучение проводилось на личном примере: во время боя 15 апреля 1943 года гвардии ефрейтор П. А. Гончаров уничтожил 32 солдата и офицера противника. 16 апреля Пётр Алексеевич был представлен к ордену Красного Знамени. На день оформления наградного листа на счету прославленного снайпера было уже 128 солдат и офицеров противника.
Ордена Красной Звезды и Красного Знамени П. А. Гончаров получал одновременно из рук командующего 64-й армией М. С. Шумилова. При вручении наград Пётр Алексеевич произнёс следующие слова:

Впредь свой счёт мести буду увеличивать ещё более настойчиво, приближая этим день нашей победы.— 
С 15 апреля по 29 мая 1943 года обучение бойцов проводилось на сборах и на практических занятиях (охота) в районе Северского Донца. На 29 мая 1943 года личный счёт Петра Алексеевича дошёл до 355 солдат и офицеров противника. После окончания сборов Пётр Гончаров проводил практические занятия со снайперами на передовой до 25 июня. За это время он уничтожил 25 солдат и офицеров противника, поджёг два дзота и подавил 7 огневых точек противника. На 25 июня 1943 года личный счёт П. А. Гончарова достиг 380 солдат и офицеров противника. К этому дню он обучил 9 снайперов. За свои боевые достижения 26 июня командир 44-го гвардейского стрелкового полка подполковник Усик представил Петра Алексеевича к званию Героя Советского Союза. В этот же день представление поддержали командир 15-й гвардейской стрелковой дивизии генерал-майор Е. И. Василенко, командир 24 гвардейского стрелкового корпуса генерал-майор Васильев. 27 июня представление было подписано командующим армией генералом-лейтенантом М. С. Шумиловым, а 20 июля командующим Воронежским фронтом генерал-лейтенантом Н. Ф. Ватутиным и членом военного совета фронта генерал-лейтенантом Н. С. Хрущёвым.
В связи с представлением к званию Герой Советского Союза Петру Алексеевичу Гончарову предоставили отпуск для поездки в Сталинград. 31 июля 1943 года Пётр Алексеевич присутствовал при первой плавке металла на восстановленном мартене № 0 («нулик») завода «Красный октябрь». Мастер Михаил Васильевич Нагорный подарил кусочек металла, который П. А. Гончаров взял, что бы доказать своим сослуживцам, что восстанавливаемый завод стал давать сталь.
Указом Президиума Верховного Совета СССР «О присвоении звания Героя Советского Союза генералам, офицерскому, сержантскому и рядовому составу Красной Армии» от 10 января 1944 года за «образцовое выполнение боевых заданий командования на фронте борьбы с немецко-фашистскими захватчиками и проявленные при этом отвагу и геройство» был удостоен высокого звания Героя Советского Союза. Однако, Орден Ленина и медаль «Золотая Звезда» он получить не успел, так как 31 января 1944 года погиб в бою за село Водяное Софиевского района Днепропетровской области Украинской ССР.

### Последний бой
30 января 1944 года 44-й гвардейский полк в составе 15-й гвардейской дивизии принимал участие в прорыве обороны противника и к концу дня занял ряд населённых пунктов, в том числе село Водяное. Противник оказывал упорное сопротивление, а в районе села Водяное он контратаковал используя до 30 танков, 4 самоходок, бронемашины и до полка пехоты. Группа снайперов под командованием гвардии старшего сержанта Петра Алексеевича Гончарова целые сутки сражалась в окружении. В этом бою П. А. Гончаров уничтожил 30 гитлеровцев и довёл свой счёт до 441. Гвардейцы удержали позицию, но многие из них, в том числе Пётр Алексеевич Гончаров, погибли.
Пётр Алексеевич Гончаров был похоронен в братской могиле села Водяное. Всего за время своего участия в войне Гончаров уничтожил 441 солдата и офицера противника и подготовил 9 снайперов:
- Герой Советского Союза Михаил Степанович Сохин
- полный кавалер ордена Славы Али Каримович Каримов
- полный кавалер ордена Славы Дмитрий Иванович Стребков
- полный кавалер ордена Славы Фёдор Семёнович Шерстюк
- Васютченко, Горбенко, Зыков, Стрелков, Сундукян.

## Личный счёт
Информация, связанная с личным счётом снайпера, зависит от используемого источника. Среди доступных источников наиболее достоверными являются данные из наградных листов, опубликованных на сайте Подвиг народа. У Петра Алексеевича Гончарова максимальный личный счёт, основанный на наградных листах, составляет 380 солдат и офицеров противника:
- 11 — к 25 ноября 1942 (из наградного листа на звание Героя Советского Союза Информация из учётной карточки награждённого в электронном банке документов «Подвиг народа».)
- 64 — бои на подступах к Сталинграду (из наградного листа на орден Красного Знамени Наградной лист в электронном банке документов «Подвиг народа». и орден Красной Звезды Наградной лист в электронном банке документов «Подвиг народа».)
- 96 — к 7 апреля 1943 года (из наградного листа на орден Красной Звезды Информация из учётной карточки награждённого в электронном банке документов «Подвиг народа».)
- 128 — к 16 апреля 1943 года (из наградного листа на орден Красного Знамени Информация из учётной карточки награждённого в электронном банке документов «Подвиг народа».)
- 355 — к 29 мая 1943 года (из наградного листа на звание Героя Советского Союза Информация из учётной карточки награждённого в электронном банке документов «Подвиг народа».)
- 380 — к 25 июня 1943 года (из наградного листа на звание Героя Советского Союза Информация из учётной карточки награждённого в электронном банке документов «Подвиг народа».)
- более 400[20]
- 411 — памятные доски на цехе блюминга[21] и на улице его имени
- 441[1]
- 445 — Михаил Петрович Гончаров[10][22]
- 450[23]

## Память
Пётр Алексеевич погиб в районе села Водяное (Софиевский район Днепропетровской области, Украина) и похоронен в братской могиле. На могиле установлен памятник советским воинам и плита с надписью: «В этой могиле лежит Герой Советского Союза сталинградский рабочий — снайпер Пётр Гончаров».
Имя П. А. Гончарова гвардейцы писали на щитах пулемётов и орудий, а лучшим стрелкам вручались винтовки имени Гончарова. Например, имя Героя Советского Союза Петра Гончарова носил орудийный расчёт гвардии сержанта Циморина.
Во время восстановления завода «Красный Октябрь» на стене цеха блюминга, где работал Пётр Алексеевич Гончаров, была нанесена надпись:

Запомни, металлург, эту дату: 31 января 1944 года верный сын нашей Родины Герой Советского Союза Пётр Алексеевич Гончаров геройским подвигом обессмертил своё имя. Ценой своей жизни он спас жизни многим своим товарищам. Чтить память своего земляка-воина, значит быстрее восстановить завод— 
Первая, после восстановления, плавка металла завода «Красный Октябрь» была посвящена памяти Петра Алексеевича Гончарова. 30 января 1976 года на территории завода «Красный Октябрь» состоялось торжественное открытие мемориальной доски Герою Советского Союза П. А. Гончарову. Завод для семьи героя построил новый дом на той же улице и на том же месте, где он жил раньше.

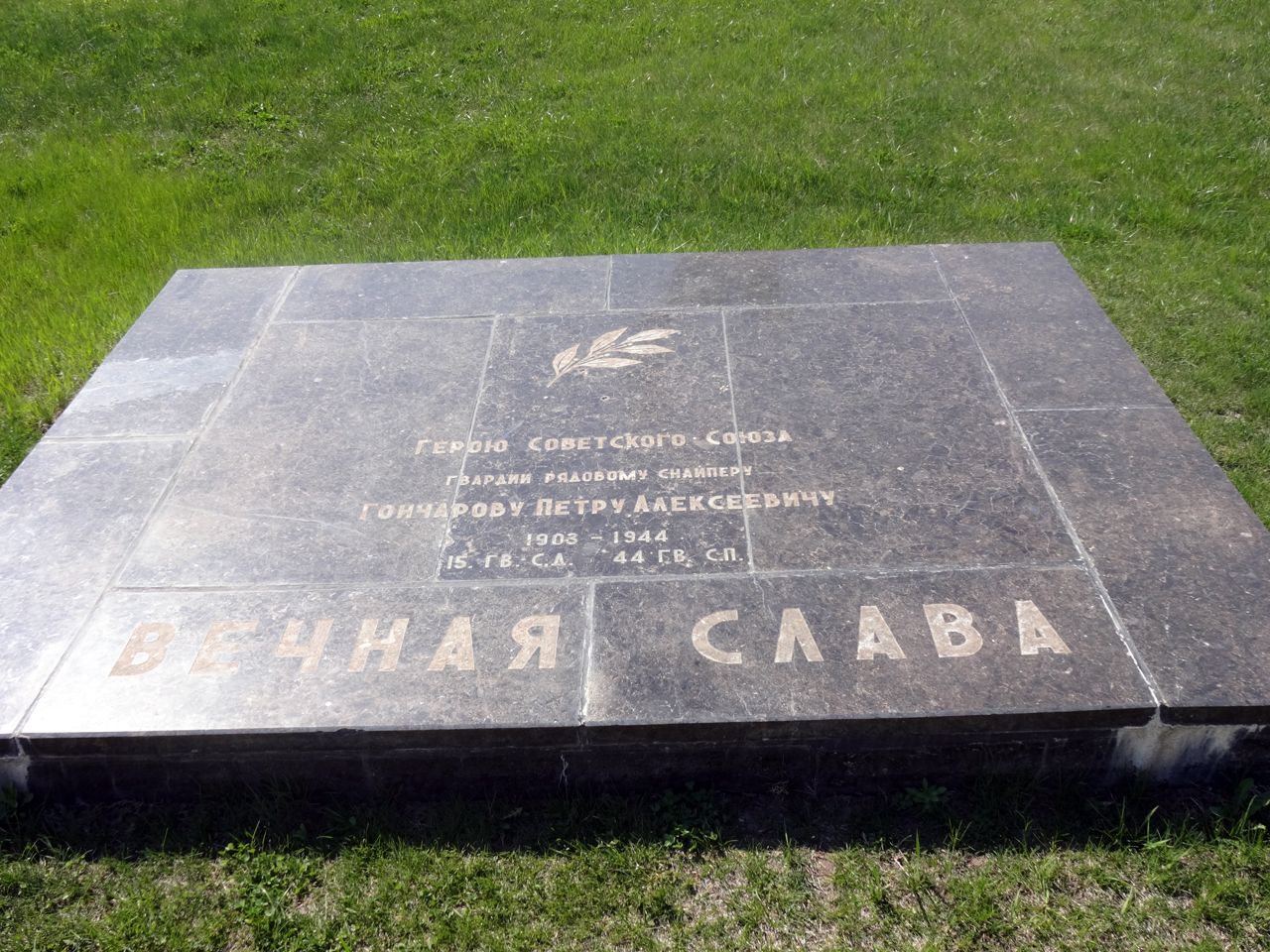
Мемориальная плита Петра Гончарова на Мамаевом кургане.

Среди мемориальных плит Большой братской могилы мемориального комплекса «Героям Сталинградской битвы» есть плита с именем Петра Алексеевича Гончарова.
Одна из улиц Волгограда носит имя Петра Гончарова. 31 января 2008 года в честь 65-летия победы под Сталинградом на одном из домов этой улицы была открыта новая именная мемориальная доска.
С 2007 года в Краснооктябрьском районе Волгограда проходят соревнования на кубок имени Героя Советского Союза Петра Алексеевича Гончарова среди молодёжных военно-спортивных клубов Краснооктябрьского района «Сечь», «Честь имею», кадетских классов школы № 95, команды «Таэквондо-зенит».
Петру Алексеевичу Гончарову посвящёно несколько книг. Первая была издана в 1944 году. Сослуживец Петра Алексеевича К. М. Новоспасский посвятил Петру Гончарову две книги: «В руках винтовка» и «Труд солдата». Рассказы о жизни и боевом пути Петра Гончарова неоднократно входили в сборники, посвящённые защитникам Сталинграда.
Сыновья Петра Алексеевича — Фёдор, Владимир, Виктор и Михаил — работали на металлургическом заводе «Красный Октябрь», где трудился их отец.
9 февраля 2014 года Ерзовской школе, на родине героя, присвоено имя Героя Советского Союза Петра Алексеевича Гончарова.
Поэт Александр Ченин написал стихотворение «Снайпер Пётр Гончаров».
Производитель сборных масштабных моделей «TANK» выпустил сборные миниатюры «Советские снайперы. Н. Ильин и П. Гончаров. Сталинград лето 42».

## Награды и звания
- Герой Советского Союза (10 января 1944 года)[4]
- Орден Ленина (10 января 1944 года)[4]
- Орден Красного Знамени (21 мая 1943 года)[28]
- Орден Красной Звезды (7 апреля 1943 года)[12]
- Медаль «За отвагу» (28 января 1943 года)[29]
- Медаль «За оборону Сталинграда»[4]
- наградное оружие — 7,62-мм снайперская винтовка СВТ с оптическим прицелом[30]